# Benny Hill

Benny Hill, eredeti nevén Alfred Hawthorne Hill (Southampton, 1924. január 21. – Teddington, 1992. április 20.) angol komikus színész és énekes.
A világ legmulatságosabb komikusa. Számomra minden idők hőse.

## Életpályája
Dél-Angliában született Alfred Hill és Helen Cave gyermekeként. Apja, sőt nagyapja, Henry Hill is dolgozott egy időben cirkuszi bohócként. Benny Hill a brit hadseregben is szolgált a második világháború alatt, mint sofőr és szerelő. Jelen volt a normandiai partraszállásnál. A háborút követően tejesemberként, eladóként, színpadi asszisztensként és amatőr színészként dolgozott. A televízióban 1949-ben debütált. Az 1950-es években kedvelt rádiós műsorvezető volt, majd 1955-ben megkapta első saját televíziós show-ját a BBC-nél.
1969-ben szerződött a Thames Television csatornához, ahol húsz éven keresztül készítette The Benny Hill Show című humoros sorozatát, amelyet világszerte több mint száz országban vetítettek, így Magyarországon is. Magyar szinkronhangja Gálvölgyi János volt.
A szexuálisan gyakran kétértelmű jelenetekben Benny Hill különböző szerepekben és maskarákban jelent meg, és gyakran csinos bikinis vagy félmeztelen nők körül legyeskedett. Mesterien alkalmazta többek között a paródia és a pantomim eszköztárát. Nem csoda, hogy nemzetközileg a legkedveltebb humoristák egyike lett, akinek show-ját az Egyesült Államokban jobban elismerték, mint odahaza. Egyik legismertebb rajongója Michael Jackson volt, aki betegágyánál is meglátogatta 1992 februárjában, amikor egy korábbi szívinfarktus után lábadozott. Szintén rajongói voltak: Burt Reynolds, Michael Caine, John Mortimer, Mickey Rooney és Walter Cronkite.
Hill énekesként is könyvelhetett el sikereket: 1971-ben négy héten keresztül vezette a brit slágerlistákat Ernie (The Fastest Milkman In The West) című humoros dalával.
Show-ját 1989-ben szüntették be, elsősorban a nők jogaiért küzdő egyesületek unszolására, amelyek kifogásolták, hogy Hill lenézi őket a műsorban, amit idejétmúltnak tartottak, s amelyben folyamatosan régi poénokat ültet új környezetbe. A nők egyoldalú, szexista ábrázolásával vádolták, illetve, hogy politikailag nem korrekt, valamint állandóan más nációk kifigurázásával foglalkozik.

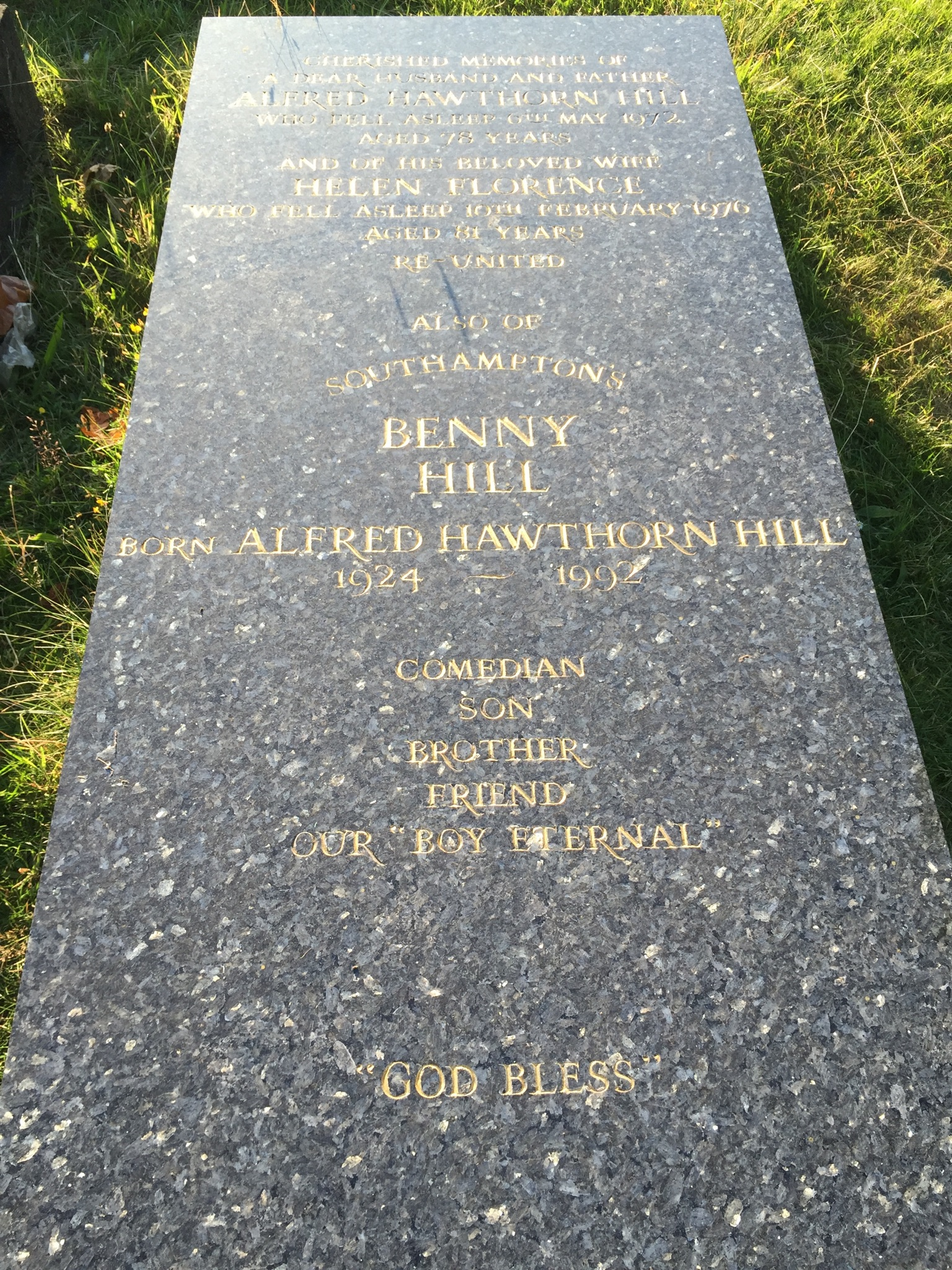
Hill sírja a Hollybrook temetőben, Southamptonban

Ezt követően a humorista visszavonult és 1992. április 20-án magányosan hunyt el otthonában, minden bizonnyal szívinfarktus következtében. Ironikus, hogy épp aznap kapott postán egy új szerződést a Central Independent Television-tól (ma ITV Central). 1992 után az Egyesült Királyság területén csak nagyon korlátozottan, földi sugárzásban lehetett a televízióban látni. Műhold és kábel elérésű csatornák nem adták le a műsorait. Életrajzírója, Mark Lewisohn röviden megjegyezte "Benny Hill Britanniában tabu". Holttestére csak néhány nap elteltével bukkantak rá. Bár kb. 10 millió fontos vagyona volt, halálakor több befizetetlen csekket találtak a szobájában. 1992. április 28-án temették el a Hollybrook temetőben. Szárnyra kapott a hír, hogy sok ékszert is temettek mellé, ezért 1992 októberében sírját feltörték.

## Magánélete
A kamerák előtt boldogan játszó Benny magánélete magányos volt. Soha nem nősült meg, nem is nagyon jelent meg nyilvános helyeken. Pletykák terjengtek arról, hogy homoszexuális volna, de ő mindvégig tagadta az ilyen állításokat. Maga intézte a bevásárlásait, s mindig egyszerű élelmiszereket fogyasztott. Soha nem volt saját tulajdonú autója, taxit is ritkán vett igénybe, gyakorta fuvaroztatta magát barátai kocsiján. Meglehetősen filléreskedő egyénnek tartották, aki bár nagyon sokat keresett, de igen keveset költött. Amikor édesanyja arra kérte, hogy adjon pénzt tetőfelújításra, ő azt túlságosan drágának ítélte. Volt ugyan egy háza Southamptonban, ahol az édesanyja is lakott, azonban annak 1976-os halála után azt lezáratta, valóságos szentélyként tisztelte, semmilyen változtatást nem tett benne soha. Egy kis kétszobás lakást bérelt Teddingtonban, amely kényelmes sétálótávolságra volt a Thames stúdióktól, ahol a műsorait vették fel.
Az utazás volt az egyetlen luxus, amit megengedett magának, de ilyen esetekben is kerülte az extravagáns, többcsillagos luxus szállodákat, helyettük egyszerűbb, de szolid és kényelmes hoteleket és vendégfogadókat részesítette előnyben. Gyakran ment Marseille-be, az 1980-as években. Élvezte, hogy ott nem ismerték fel az utcán, tömegközlekedéssel utazott, szabadtéri kávézókban üldögélt, flörtölt a helyi nőkkel. Kitűnően beszélt franciául, alapszinten németül, olaszul, sőt, még hollandul is tudott. Tengerentúli nyaralásai is gyakran inspirálták jeleneteit.

## Televíziós sorozatok
- Hi There (1949)
- The Service Show (1952)
- Show Case (1953)
- The Benny Hill Show (1969–1989) (magyar hangja: Gálvölgyi János)